# 维克托·察廖夫

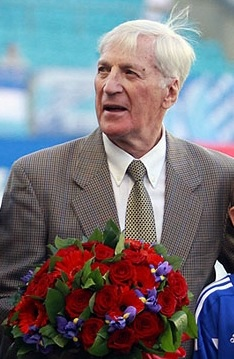
2011年6月的维克托·察廖夫

维克托·格里戈里耶维奇·察廖夫（俄语：Виктор Григорьевич Царёв，1931年6月2日—2017年1月2日），俄罗斯莫斯科人，是一名俄罗斯足球运动员。
从1954年到1966年, 他都是职业球员，其中最著名是在为莫斯科迪纳摩队效力。后来他指教于苏联足球队和莫斯科迪纳摩。
2017年1月2日，他在莫斯科去世，享年85岁。

## 其他
- Viktor Tsaryov （页面存档备份，存于） at rusteam.permian.ru （页面存档备份，存于） （俄文）